# Liste des fontaines de Rome

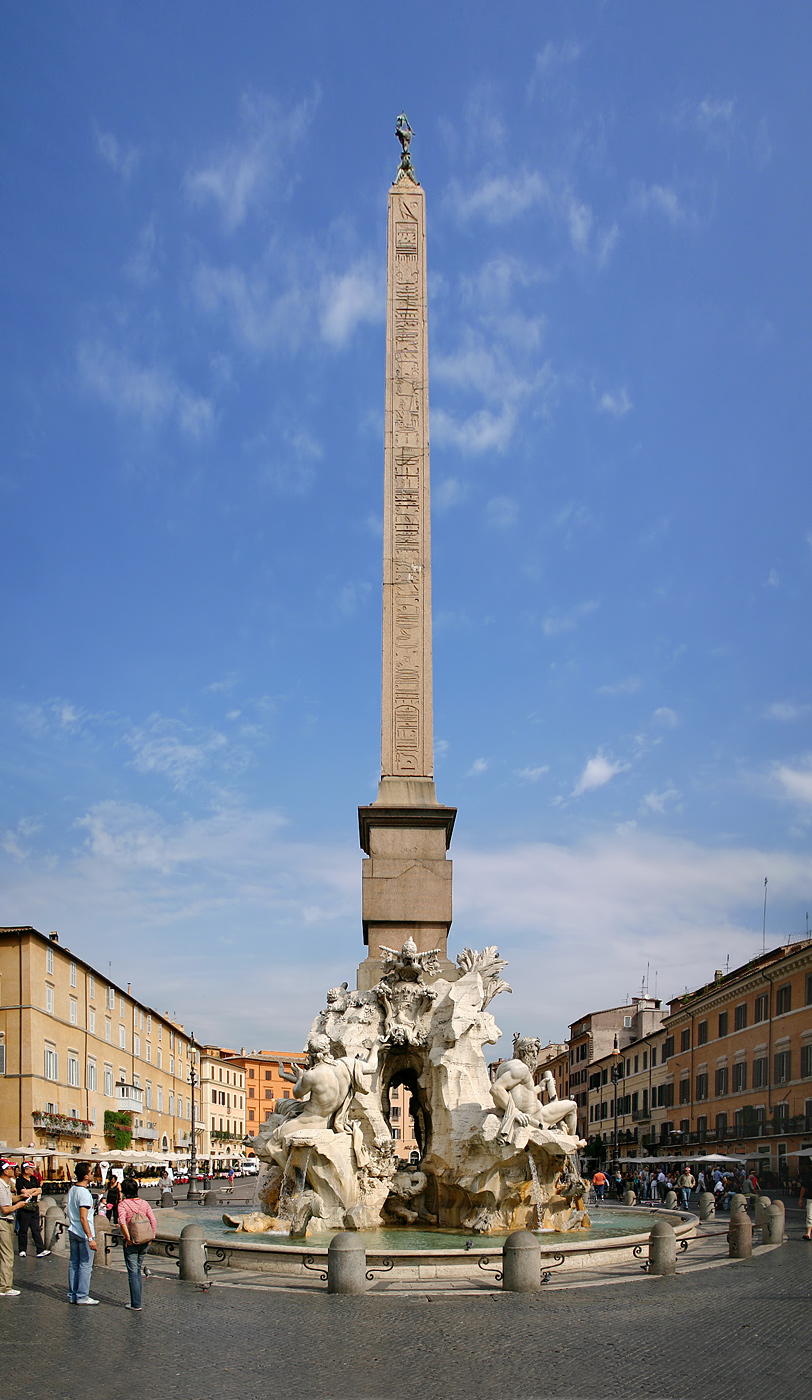
Fontaine des Quatre-Fleuves, piazza Navona.

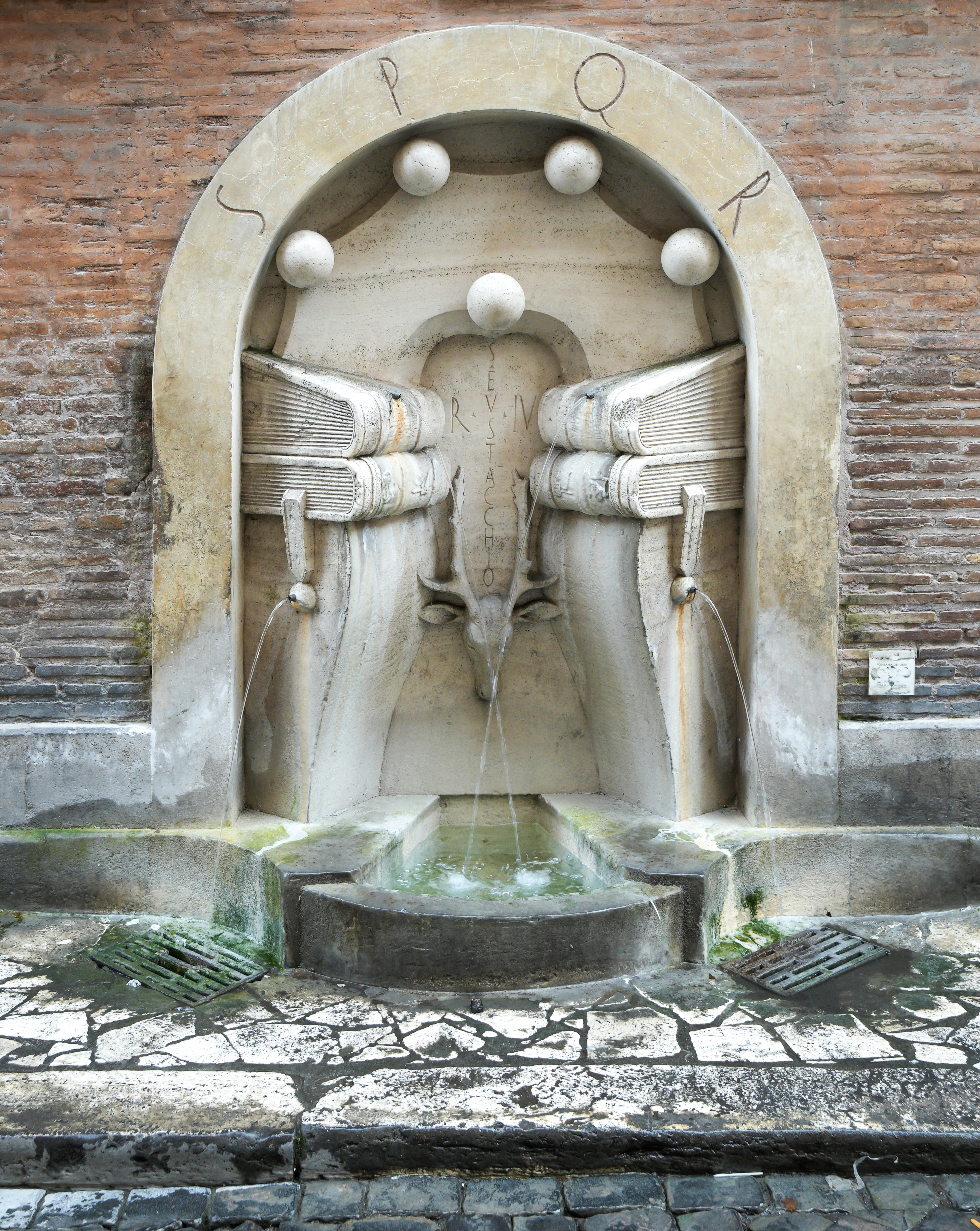
Fontaine des Livres, œuvre de Pietro Lombardi, rione de Sant'Eustachio.

Cet article recense les fontaines de Rome, en Italie.

## Statistiques
La ville de Rome compterait environ 2 000 fontaines.

## Liste
- Fontaine des Abeilles (via Veneto)
- Fontana dell'Acea (piazzale Ostiense)
- Fontaine de l'Acqua Acetosa (piazzale dell'Acqua Acetosa)
- Fontaine de l'Acqua Felice ou Fontaine de Moïse (piazza San Bernardo)
- Fontaine de l'Acqua Paola (Janicule, via Garibaldi)
- Fontaine des Amphores (piazza Testaccio)
- Fontaine des Artistes (via Margutta)
- Fontaine del Babuino (via del Babuino)
- Fontaine Barcaccia (piazza di Spagna)
- Fontana della Botte (via della Cisterna)
- Fontana del Cortile (via Margutta)
- Fontaine du Cupidon (villa Doria Pamphilj)
- Fontana della Dea Roma (place du Capitole)
- Fontana della Dea Roma (piazza del Popolo)
- Fontaine des Dioscures (piazza del Quirinale)
- Fontana del Facchino  (via Lata)
- Fontanelle dei Leoni (place du Capitole)
- Fontaine des Livres (via Straderari)
- Fontaine des Livres
- Fontana dei Monti (via di San Vito)
- Fontaine du Maure (piazza Navona)
- Fontaine des Naïades (piazza della Repubblica)
- Fontaine de la Navicella (via della Navicella)
- Fontana dei Navigatori (piazza del Porto di Ripetta)
- Fontana del Mascherone (via Giulia)
- Fontaine de Neptune (piazza Navona)
- Fontaine de Neptune (piazza del Popolo)
- Fontana dell'Obelisco (piazza del Popolo)
- Fontana della palla di cannone (viale della Trinità dei Monti)
- Fontana del Pantheon (piazza della Rotonda)
- Fontaine de la piazza d'Aracoeli (piazza d'Aracoeli)
- Fontaine de la piazza Campitelli (piazza Campitelli)
- Fontaine de la piazza delle Cinque Scole (piazza delle Cinque Scole)
- Fontaine de la piazza Colonna (piazza Colonna)
- Fontaine du Trullo (piazza Nicosia)
- Fontaine des Cariatides (place des Quirites)
- Fontaines de la place Saint-Pierre (piazza San Pietro)
- Fontaine de la place Sant'Andrea della Valle (piazza Sant'Andrea della Valle)
- Fontaine de la piazza Santa Maria in Trastevere (piazza Santa Maria in Trastevere)
- Fontaine de Ponte Sisto (piazza Trilussa)
- Fontanella della Pigna (piazza San Marco)
- Fontaine de la Prison (via Goffredo Mameli)
- Fontaine des Quatre-Fleuves (piazza Navona)
- Fontaine des Grenouilles (piazza Mincio)
- Fontaine des Tortues (piazza Mattei)
- Fontaine de la Terrine (piazza della Chiesa Nuova)
- Fontaine de Trevi (piazza di Trevi)
- Fontaine du Triton (piazza Barberini)
- Fontaine des Tritons (piazza della Bocca della Verità)
- Fontana delle Vittorie Alate (villa Borghèse, via Goethe)
- Fontaine de la piazza della Madonna dei Monti
- Fontaine de la piazza Mastai (Trastevere)
- Fontaine du port de Ripetta
- Fontaine de la place San Marco (Pincio)
- Les Quatre Fontaines (place des Quatre Fontaines) : Tibre, Arno, Diane et Junon
- Fontaine de Clément XII (Porta Furba)
- Fontaine de Tor di Nona

Vatican :
- Fontaine de l'Aigle
- Fontaine de la Galère
- Fontaine du Saint-Sacrement